# Nippy
"Nippy" es el décimo episodio de la sexta temporada de Better Call Saul, serie de televisión derivada de Breaking Bad. Fue dirigido por Michelle MacLaren y escrito por Alison Tatlock. El episodio se emitió en AMC y AMC+ el 25 de julio de 2022, antes de debutar en línea en ciertos territorios en Netflix al día siguiente. "Nippy" es el primer episodio de la serie ya ambientado en 2010, continuando la historia de Jimmy McGill (Bob Odenkirk), después de que cambió su identidad y se mudó a Omaha, tras los acontecimientos de Breaking Bad. En este episodio, Jimmy se enfrenta al taxista que lo reconoció como Saul Goodman.
"Nippy" recibió críticas generalmente positivas, particularmente por la escritura de Tatlock, la dirección de MacLaren y la actuación de Odenkirk. Sin embargo, el casting y la actuación de Pat Healy, quien interpreta a Jeff en reemplazo de Don Harvey, generaron críticas mixtas y algunos sintieron que el episodio tenía poco propósito en la narrativa del programa. Un estimado de 1.20 millones de espectadores vieron el episodio durante su primera transmisión en AMC.

## Trama
En Omaha, Nebraska, en 2010, la silla motorizada de una anciana llamada Marion queda atascada en la nieve, al regresar de comprar en un supermercado. Jimmy McGill, bajo la apariencia de Gene Takavic, aparece y ofrece su ayuda. Sigilosamente corta los cables de alimentación de la silla y se ofrece a llevarla a casa. Se hace amigo de ella, mientras le cuenta historias de Nippy, su perro supuestamente desaparecido al que esta buscando. Se revela que Marion es la madre de Jeff, el taxista que reconoció a Gene como Saul Goodman. Jeff llega a casa y se sorprende con la visita; en la noche le cuestiona a Gene los motivos de porque se metió en su casa. Gene le ofrece a Jeff la oportunidad de entrar en "el juego" robando una tienda por departamentos en el centro comercial donde Gene trabaja a cambio del silencio de Jeff sobre su verdadera identidad. Gene regresa a casa, se pone el anillo en el dedo meñique que heredó de Marco y comienza a prepararse.
Durante varios días, Gene se hace amigo de Frank, un guardia de seguridad del centro comercial; le lleva rollos de Cinnabon y le habla sobre los Nebraska Cornhuskers, rastreando cuánto tiempo tarda Frank en comer mientras está sentado de espaldas a los monitores de las cámaras de seguridad. Luego, recrea el diseño de los grandes almacenes en un campo y coreografía una ruta eficiente y una lista de artículos para que Jeff maximice sus ganancias. En un momento, Jeff le cuestiona a Gene la idea tildándolo de locura; este le responde que locura es ver a un tipo de 50 años desempleado llegando a su oficina y que al año logre ganar mucho dinero. En la noche del robo, le pide al amigo de Jeff, Buddy, que entregue una caja en el muelle de carga de los grandes almacenes con el pretexto de una entrega equivocada. La caja contiene a Jeff y espacio para esconder el botín después. Durante el robo, con solo unos pocos artículos para robar, Jeff se cae en un piso resbaladizo y quedando inconsciente, lo que interrumpe el cronograma del plan. Gene finge un episodio depresivo para desviar la atención de Frank. Jeff pronto vuelve en sí y el robo tiene éxito. Jeff se esconde en el baño durante la noche y luego sale de la tienda cuando abre por la mañana. Mientras disfrutan de su éxito, Gene advierte que si Jeff revela su verdadera identidad, Gene denunciará el robo como una forma de "destrucción mutua asegurada", y le hace prometer a Jeff que nunca volverá a cruzarse con él. Cuando Gene regresa al centro comercial y va a la tienda, encuentra una extravagante camisa de vestir estilo Saul Goodman, pero se va sin comprarla.

## Producción
"Nippy" es el tercer episodio de Better Call Saul dirigido por Michelle MacLaren, después de "Mijo" de la primera temporada y "Breathe" de la cuarta temporada. Fue escrito por la productora ejecutiva Alison Tatlock. Bob Odenkirk, que interpreta a Jimmy, es el único actor que aparece en los créditos principales como protagonista.
El taxista Jeff, anteriormente interpretado por Don Harvey, fue transformado en Pat Healy debido a un conflicto laboral con Harvey. Healy originalmente audicionó para el papel de Jeff durante la producción de la cuarta temporada en marzo de 2018, pero no fue seleccionado. Se le notificó la partida de Harvey después de que terminó de filmar sus escenas para Los asesinos de la luna de Martin Scorsese. Healy enfatizó que la refundición no se debió a cambios de programación después del ataque al corazón de Odenkirk durante la producción de un episodio anterior en la sexta temporada, ya que fue elegido antes de este incidente. : 11:07–14:34  Harvey luego expresó su decepción por no poder repetir el papel debido a conflictos de programación, pero elogió a Healy por hacer suyo el personaje. AMC lanzó varios teasers para informar a los espectadores sobre el recast de Jeff semanas antes de la emisión del episodio. El material promocional incluía clips de Healy en el papel junto con líneas del personaje de Jeff de temporadas anteriores que Healy había vuelto a grabar en una cabina de sonido en Los Ángeles. : 4:46–5:01 
Carol Burnett fue la estrella invitada como la madre de Jeff, Marion. Anteriormente había aparecido en The Larry Sanders Show con Odenkirk, pero los dos no compartieron ninguna escena en esa serie. Burnett era fanática tanto de Breaking Bad como de Better Call Saul, mientras que el personal de Better Call Saul era fanático suyo; la actriz fue mencionada por el personaje de Chuck McGill durante el episodio de la segunda temporada "Rebecca". El creador de la serie, Vince Gilligan, declaró más tarde que la llegada de Burnett al set elevó la moral del elenco y el equipo, quienes se habían agotado por la producción extendida de la temporada.
Aunque la historia tiene lugar en Omaha, Nebraska, las escenas del centro comercial se rodaron en el Cottonwood Mall de Albuquerque, Nuevo México. La tienda por departamentos donde ocurre el atraco era un espacio vacío en el centro comercial. El diseñador de producción y el departamento de arte construyeron el interior y cada artículo de la tienda fue creado, comprado o traído. La primera escena que filmó Healy para el episodio fue la salida nerviosa de Jeff del baño de la tienda. MacLaren dirigió a Healy en esa escena para que "caminara como si tuviera hemorroides". Healy dijo que filmar la escena del atraco, que a veces significaba que tenía que correr durante diez horas al día, fue agotador. MacLaren describió el trabajo como complicado y alegre, : 15:34–19:20  elogiando a Burnett por lograr un equilibrio entre la comedia y el drama en su actuación. Ella dijo sobre la escena del atraco, "cuando estábamos filmando, me volví hacia todos cuando prácticamente me caía de la silla porque me reía mucho".
"Nippy" marca una serie de primicias para Better Call Saul. Es el primer episodio ambientado completamente después de Breaking Bad y el primero que tiene lugar completamente en la línea de tiempo en blanco y negro de Gene, una idea que el cocreador Peter Gould mencionó en febrero de 2020. También es el primero de la sexta temporada que no sigue el esquema de nombres "X e Y" y marcó un cambio en los créditos del título. Tradicionalmente, los títulos de crédito del décimo episodio de cada temporada presentaban la taza de "El abogado más grande del mundo" de Saul Goodman que se caía de su escritorio y se rompía en el suelo. Sin embargo, en este episodio, la imagen del título se detiene prematuramente y es reemplazada por una pantalla azul, recreando los efectos de una grabación de video casera en una VCR. La pieza musical "Jim on the Move" de Lalo Schifrin, de la serie de televisión de 1966 Misión: Imposible, está incluida en la partitura del episodio. La edición estuvo a cargo de Chris McCaleb y Joey Liew. : 19:20–20:14 

## Recepción

### Respuesta crítica
El episodio recibió críticas generalmente positivas. En el agregador de reseñas Rotten Tomatoes, el 90% de diez reseñas son positivas con una calificación promedio de 9.5/10. Los miembros del equipo que fueron reconocidos por su trabajo en "Nippy" incluyeron a la escritora Alison Tatlock y la directora Michelle MacLaren. Bob Odenkirk también recibió elogios por su interpretación de Gene Takavic, particularmente en la escena en la que finge una crisis nerviosa. Alan Sepinwall de Rolling Stone describió el episodio como un epílogo impredecible de Better Call Saul que "trae color emocional, emoción y diversión". Steve Greene de IndieWire pensó que "Nippy" era un recordatorio de que la serie no necesitaba grandes apuestas para ser entretenida. Ashley Bissette Sumerel de Tell-Tale TV dijo que disfrutó el humor y ver cómo se desarrollaba el atraco en la pantalla. "Aunque el tono es más sombrío", escribió, "sigue siendo muy divertido". Scott Tobias de Vulture lo calificó como un "episodio independiente brillante y completamente inesperado". Mike Hogan de Vanity Fair lo calificó como un episodio de botella que creía que sentaría las bases para el resto de la temporada. A David Segal de The New York Times no le gustó el episodio. Experimentó cierta confusión sobre la refundición de Jeff y dijo que "se sentía poco arriesgado y un poco amplio". Erik Kain de Forbes encontró el casting discordante y señaló que habían pasado más de dos años desde que apareció por primera vez el personaje de Jeff. Kain lo llamó "el primer episodio genuinamente malo de Better Call Saul" y dijo que el episodio "trata de lograr algún tipo de triunfo para Saul pero no logra aterrizar, perdiendo todo el impulso en el proceso". Decider incluyó a "Nippy" en su lista de "Los mejores episodios de televisión de 2022".

### Calificaciones
Un estimado de 1.20 millones de espectadores vieron "Nippy" durante su primera transmisión en AMC el 25 de julio de 2022.